# مسار المشاة

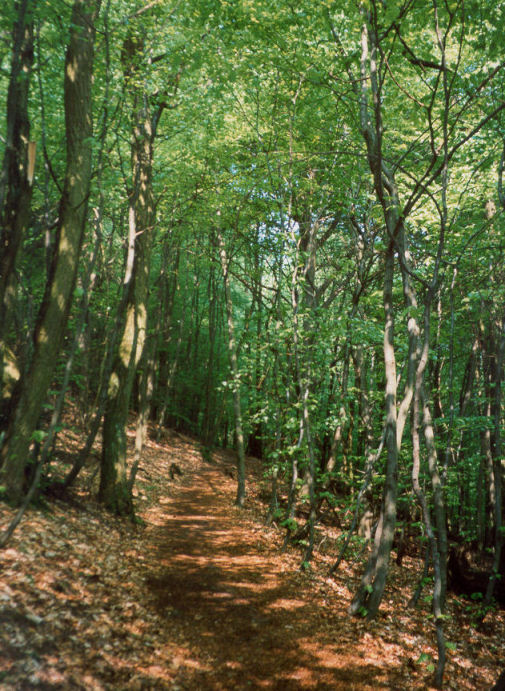
ممر المشاة في غابة بالاتين، ألمانيا

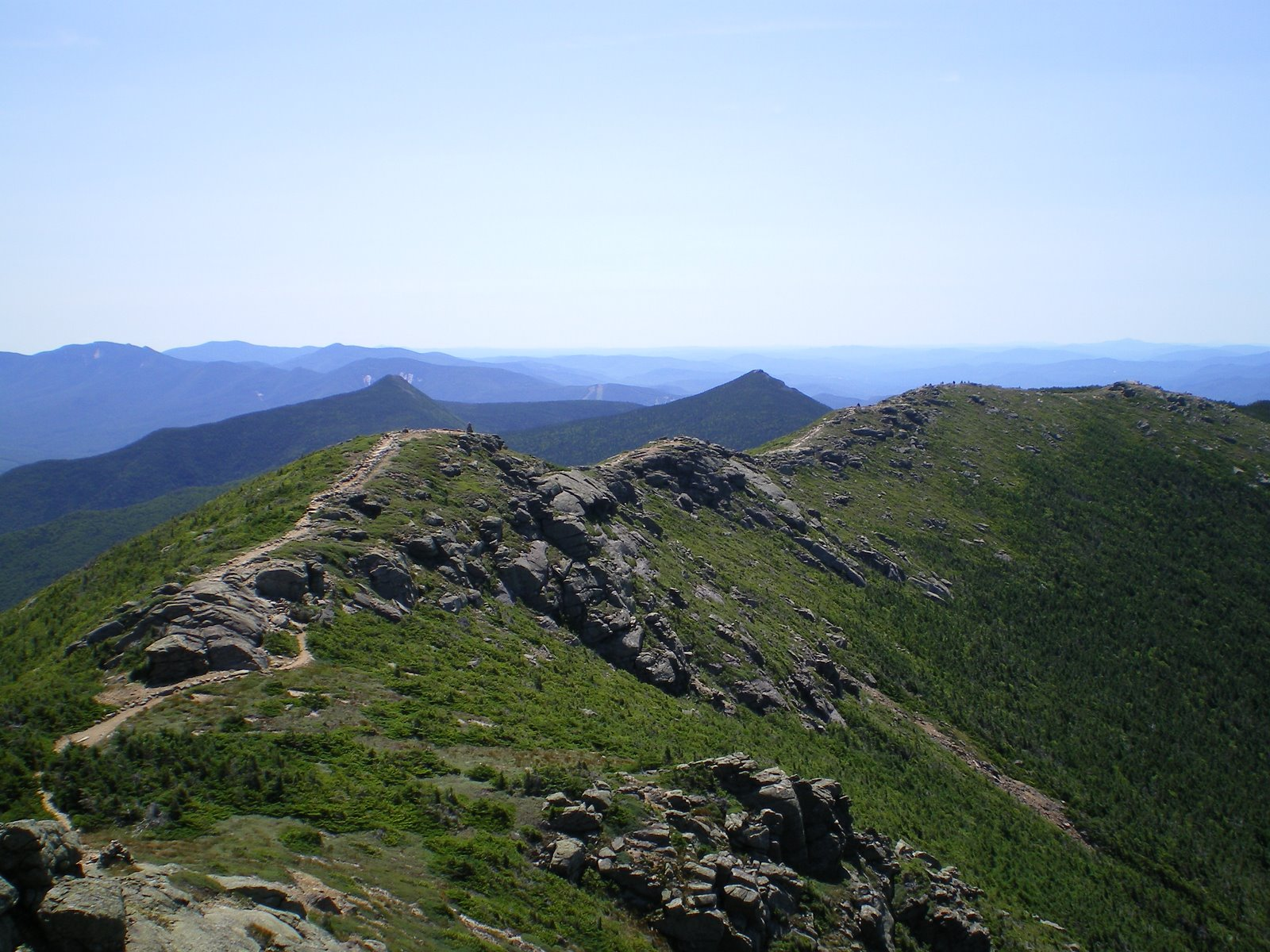
ممر المشاة على طول فرانكونيا ريدج، أبالاشيان تريل، نيو هامبشاير، الولايات المتحدة الأمريكية

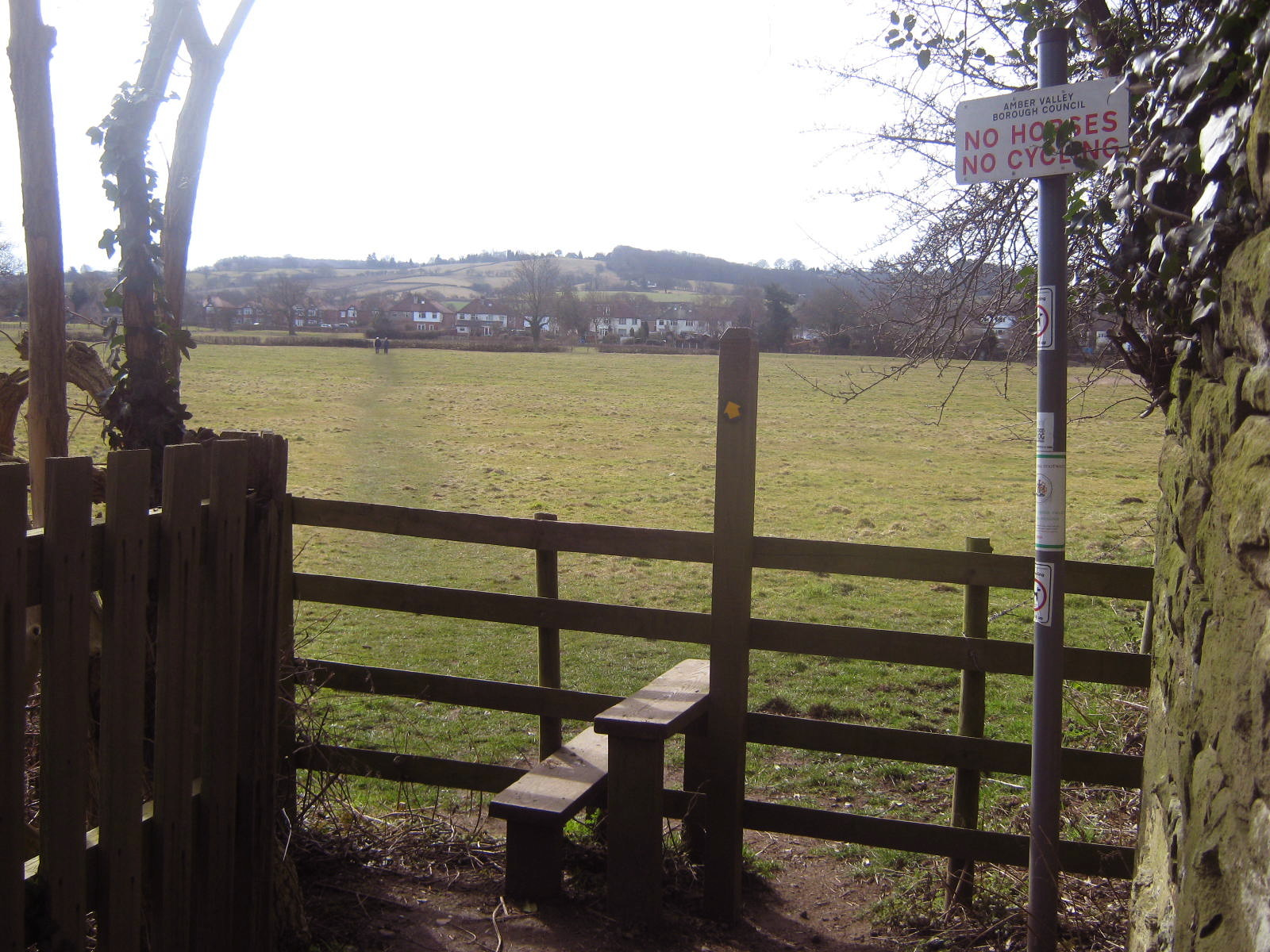
ممر للمشاة في الريف مع استاد في ديربيشاير، إنجلترا

ممر المشاة (أيضًا طريق المشاة، مسلك المشي، ومسار في الطبيعة [الإنجليزية]) هو نوع من الطرق المخصصة للاستخدام الحصري من طرف المشاة ولا يسمح لأشكال أخرى من حركة المرور مثل المركبات الآلية، الدراجات والخيول. يمكن العثور عليها في مجموعة واسعة من الأماكن، من وسط المدن، إلى الأراضي الزراعية، إلى التلال الجبلية. ممرات المشاة الحضرية عادة ما تكون معبدة، وقد يكون لها مسارات، ويمكن أن تسمى الأزقة، الحارات، المسارات، إلخ.
قد يكون للمتنزهات الوطنية والمحميات الطبيعية والمناطق المحمية وغيرها من المناطق البرية المحمية ممرات المشاة (المسالك) التي تقتصر على المشاة. يمكن أن يشير مصطلح ممر المشاة أيضًا إلى الرصيف / رصيف مشاة في بعض البلدان الناطقة باللغة الإنجليزية (مثل أستراليا وجمهورية أيرلندا).
يمكن أن يتخذ ممر المشاة شكل جسر للمشاة، يربط بين مكانين عبر النهر.

## الأصول والتاريخ
ممرات المشاة العامة هي حقوق طريق تم إنشاؤها في الأصل بواسطة أشخاص يمشون عبر الأرض للعمل، والسوق، والقرية التالية، والكنيسة، والمدرسة. وهذا يشمل المسارات الجماعية وطرق المقابر. أنشأ الحجاج بعض ممرات المشاة . أمثلة على هذه الأخيرة هي طريق الحجاج في إنجلترا وطريق الحجاج ( طريق القديس أولاف أو طريق الملوك القديم) في النرويج. يسمح بعض ملاك الأراضي بالوصول إلى أراضيهم دون تكريس حق في الطريق. غالبًا ما يتعذر تمييز هذه المسارات المسموح بها عن المسارات العادية، ولكنها تخضع عادةً لقيود. غالبًا ما يتم إغلاق هذه المسارات مرة واحدة على الأقل كل عام، بحيث لا يمكن إقرار حق دائم في القانون.

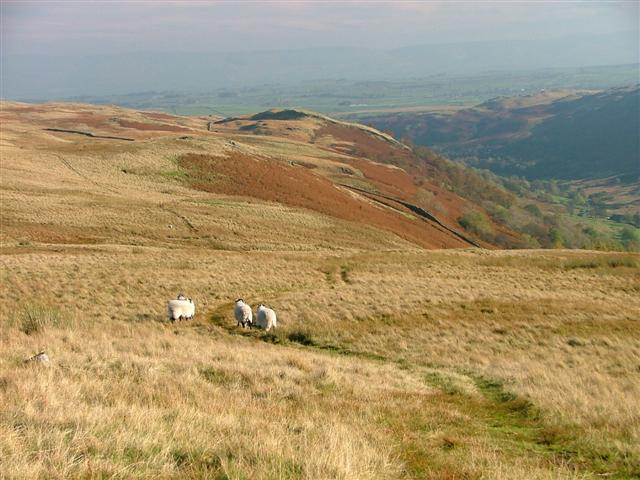
طريق المقابر (الجثة) في ليك ديستريكت الإنجليزية

المسار الجماعي هو ممر للمشاة أو طريق تربط الطرق التي تستخدمها المجتمعات الريفية بشكل متكرر، وغالبًا ما تكون وجهة القداس الإلهي. كانت الأكثر شيوعًا خلال القرون التي سبقت النقل الميكانيكي في أوروبا الغربية، ولا سيما الجزر البريطانية وهولندا (حيث يُسمى هذا المسار "kerkenpad" (مسار الكنيسة المضاء). تشتمل المسارات الجماعية عادةً على إمتدادات تعبر حقول المزارعين المجاورين وكان من المحتمل أن تحتوي على عضادات أو سلالم وذلك عند عبور الأسوار أو الحدود الأخرى، أو جسور المشاة الخشبية لعبور الخنادق. و لا تزال بعض المسارات الجماعية تستخدم حتى اليوم في جمهورية أيرلندا، ولكنها عادة ما تخضع لقانون حقوق السفر المعقد في أيرلندا.
وفرت طرق المقابر وسيلة عملية لنقل الجثث، غالبًا من المجتمعات النائية، إلى المقابر التي كانت لها حقوق الدفن، مثل كنائس الرعية والكنائس الصغيرة. يمكن أيضًا التعرف على مثل هذه الطرق في بريطانيا العظمى من خلال عدد من الأسماء الأخرى: طريق بير (حرفيًا النعش)، أو طريق الدفن، أو طريق التابوت، أو خط التابوت، أو طريقة lyke أو lych، أو طريق الجنازة، أو طريقة السير، أو طريق الجثة.
تُستخدم ممرات المشاة في الوقت الحاضر بشكل أساسي للترفيه وقد ربطت معًا بشكل متكرر، جنبًا إلى جنب مع مسارات الخيالة وممرات المشاة حديثة المنشأ لإنشاء مسارات لمسافات طويلة. كما أسست منظمات في بلدان مختلفة لحماية الحق في استخدام ممرات المشاة العامة، بما في ذلك جمعية المتسكعون (Ramblers) في إنجلترا. والآن توجد ممرات المشاة أيضا في الحدائق النباتية، المشاتل، الحدائق الإقليمية، محميات طبيعية، حدائق الحياة البرية، والمتاحف في الهواء الطلق. هناك أيضًا مسارات تعليمية ومسارات ذات طابع خاص ومسارات نحت ومسارات تفسيرية تاريخية.

## حق الطريق أو حق العبور

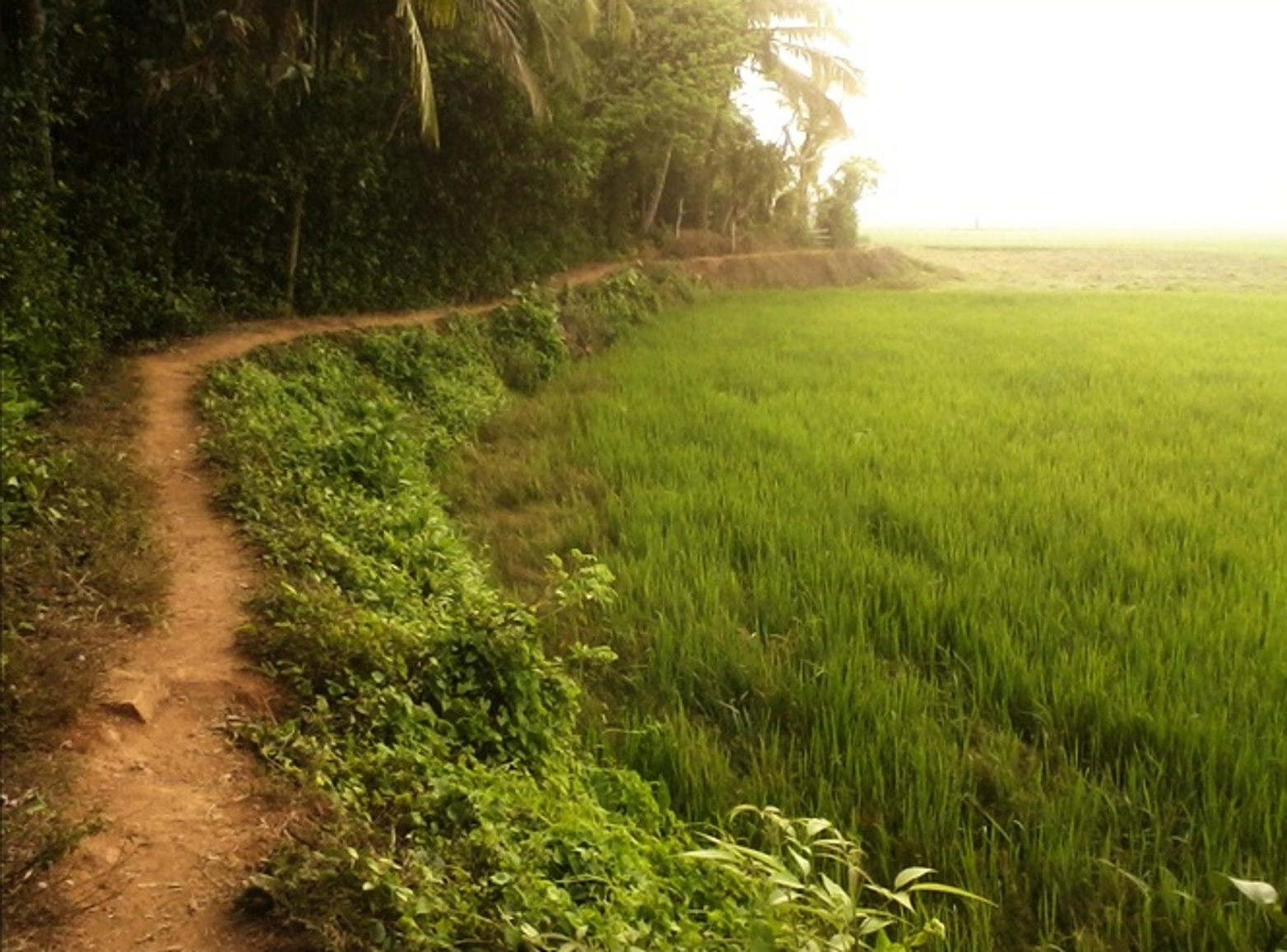
ممر المشاة في كوتيبورام، الهند.

في إنجلترا وويلز، ممرات المشاة العامة هي ضمن حق العبور (حق الطريق) يتمتع بها المشاة بحق قانوني في السفر. كما تستخدم الحقوق العامة الأخرى في إنجلترا وويلز، مثل المسارات والطرق الجانبية ومسارات الحجاج والمسارات الخضراء بواسطة المشاة. لا يوجد في اسكتلندا أي تمييز قانوني بين ممر المشاة ومسار الخيالة، ومن المسلم به عمومًا أن راكبي الدراجات وركاب الخيل قد يتبعون أي حق في الطريق بسطح مناسب. القانون مختلف في كل من أيرلندا الشمالية وجمهورية أيرلندا وهناك عدد أقل بكثير من الحقوق في أيرلندا ككل.

### خرائط المسار النهائي
ممرات المشاة وغيرها من حق الطريق في إنجلترا وويلز معروضة على خرائط نهائية. الخريطة النهائية هي سجل للحقوق العامة في إنجلترا وويلز. في القانون، هو السجل النهائي للمكان الذي يوجد فيه حق الطريق. سلطة الطرق السريعة (عادةً مجلس المحافظة، أو السلطة الوحدوية في المناطق ذات النظام ذي المستوى الواحد) عليها واجب قانوني في الحفاظ على الخريطة النهائية. تُعفى أحياء لندن الداخلية من الواجب القانوني على الرغم من أنها تتمتع بالسلطات اللازمة للاحتفاظ بالخريطة لكنها في الوقت الحالي لا تقوم بذلك.
تُطبق تشريعات مختلفة في اسكتلندا حيث لا يوجد سجل معترف به قانونًا لحق الطريق. ومع ذلك، هناك فهرس وطني لحق الطريق (CROW)، جمعته جمعية حق الطريق والوصول الاسكتلندية (Scotways)، بالشراكة مع التراث الطبيعي الإسكتلندي، وبمساعدة السلطات المحلية.

### جمعية المساحات المفتوحة

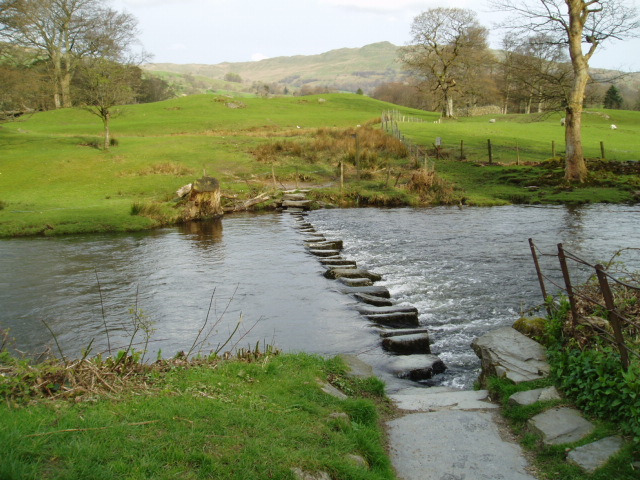
يخطو الحجارة في نهر روثي، ليك ديستريكت، إنجلترا.

جمعية المساحات المفتوحة (Open Spaces Society) هي منظمة بريطانية خيرية تعمل على حماية الحقوق العامة للطرق والمساحات المفتوحة في المملكة المتحدة، مثل القرى الخضراء والأراضي المشتركة في القرية . تعتبر الجمعية أقدم هيئة حماية وطنية في بريطانيا. تأسست الجمعية باسم جمعية الحفاظ على المشاع واندمجت مع جمعية ممرات المشاة الوطنية في عام 1899، واعتمدت اسمها الحالي.
يندرج جزء كبير من عمل جمعية المساحات المفتوحة بالحفاظ على المسارات العامة وإنشاءها. قبل إدخال الخرائط النهائية للمسارات العامة في أوائل الخمسينيات من القرن الماضي، لم يكن الجمهور يعرف موقع المسارات، وساعدت جمعية المساحات المفتوحة الحملة الناجحة لإظهار المسارات على خرائط مسح الذخائر(Ordnance Survey). تقدم المشورة إلى وزارة البيئة والأغذية والشؤون الريفية والجمعية الوطنية لويلز بشأن طلبات الأشغال على الأراضي المشتركة. السلطات المحلية مطالبة قانونًا بالتشاور مع المجتمع كلما كان هناك اقتراح لتغيير مسار حق الطريق العام.
جمعية المتسكعون (Ramblers) هي منظمة بريطانية أخرى معنية بحماية ممرات المشاة.

## ممرات المشاة الحضرية

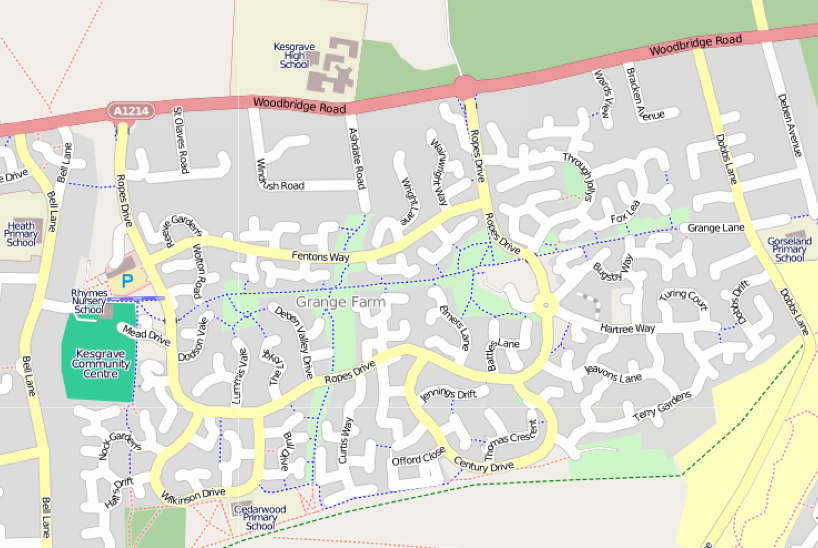
خريطة تُظهر شبكة من المسارات (منقطة باللون الأزرق) تم إنشاؤها في مدينة كيسغريف، سوفولك، إنجلترا، للمشاة وراكبي الدراجات

هناك مجموعة متنوعة من ممرات المشاة في المناطق الحضرية، منها المسارات على طول الجداول والأنهار، عبر الحدائق وعبر الأراضي المشتركة. ونوع آخر هو الزقاق، وعادة ما يوفر الوصول إلى الجزء الخلفي من الممتلكات أو ربط الطرق المبنية التي لا يمكن الوصول إليها بسهولة بواسطة المركبات. تعتبر مسارات السحب [الإنجليزية] نوعًا آخر من ممرات المشاة في المناطق الحضرية، ولكنها غالبًا ما يتم مشاركتها مع راكبي الدراجات. يوجد ممر للمشاة نموذجي في حديقة على طول الجدار البحري في ستانلي بارك، فانكوفر، كولومبيا البريطانية، كندا. هذا مسار منفصل، مع مسار واحد للمتزلجين وراكبي الدراجات والآخر للمشاة.
في الولايات المتحدة الأمريكية وكندا، حيث بدأ التمدد العمراني في ضرب حتى أكثر المجتمعات الريفية، يسعى المطورون والزعماء المحليون حاليًا لجعل مجتمعاتهم أكثر ملاءمة للنقل غير الميكانيكي من خلال استخدام مسارات أقل تقليدية. أنشأت مؤسسة روبرت وود جونسون نمط نشط للحياة من خلال تصميم برنامج لتحسين جودة حياة المجتمعات جزئيا من خلال تطوير المسارات،  حيث قام تحالف مسارات وادي الأعلى (Upper Valley Trails Alliance) بعمل مماثل على المسارات التقليدية، في حين أن مسار سومرفيل الجماعي وما يتصل بها من المسارات، هي أمثلة على المبادرات الحضرية. يعتبر الكونكورس الكبير (The Grand Concourse) في سانت جونز، نيوفاوندلاند، كندا نظام متكامل لمسارات الخيالة يمتد لأكثر من 160 كيلومتر (99 ميل) من ممرات المشاة التي تربط كل منتزه رئيسي ونهر وبركة ومساحة خضراء في ست بلديات.
في لندن، إنجلترا، هناك العديد من طرق المشي لمسافات طويلة تجمع بين ممرات المشاة والطرق لربط المساحات الخضراء. تشمل هذه الطرق طريق العاصمة الدائري (Capital Ring) ومسار لندن المداري الخارجي وممشى اليوبيل، والتي تم اعتمادها من قبل هيئة النقل في لندن.

### الزقاق والدرج

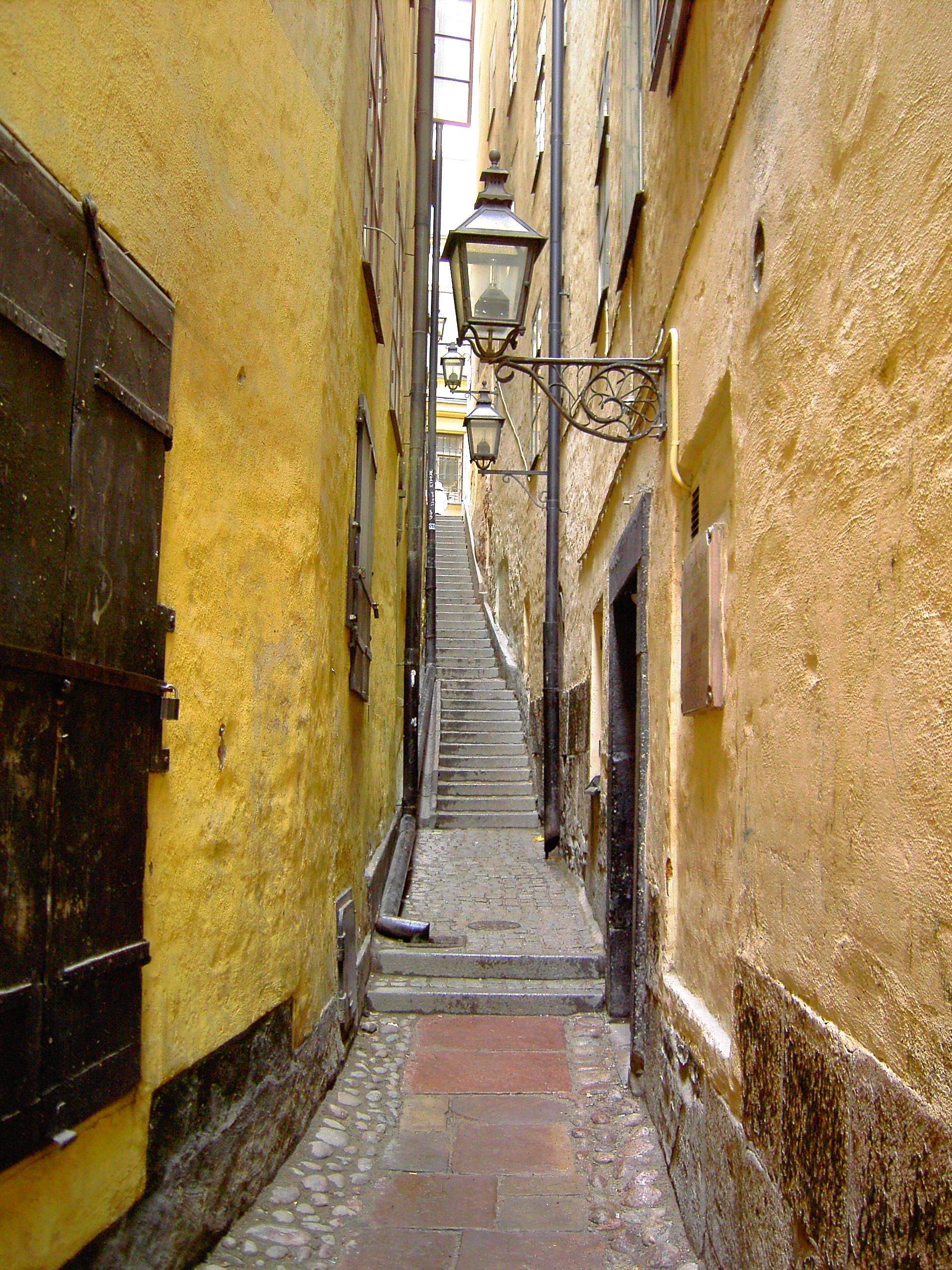
مسار مدني نموذجي: زقاق مارتن تروتزيغ بعرض ، أضيق زقاق في جاملا ستان، ستوكهولم، السويد

الزقاق هو ممر للمشاة، عادة ما يكون مرصوفًا، وغالبًا ما يكون بين جدران المباني في المدن والبلدات. عادةً ما يكون هذا النوع قصيرًا ومستقيمًا، ويمكن أن يتكون على أرض شديدة الانحدار جزئيًا أو كليًا من الدرجات. في المدن والبلدات القديمة في أوروبا، غالبًا ما تكون الأزقة هي ما تبقى من شبكة الشوارع التي تعود للقرون الوسطى، أو حق الطريق أو ممر المشاة القديم. توجد مسارات مماثلة أيضًا في بعض مدن وبلدات أمريكا الشمالية القديمة. في بعض التطوير الحضري الأقدم في أمريكا الشمالية، تسمى الممرات في الجزء الخلفي من المنازل، للسماح بالتسليم وجمع القمامة، بالأزقة. الأزقة قد تكون معبدة أو غير ممهدة، والزقاق المسدود هو طريق مسدود. تُسقف بعض الأزقة لأنها تقع داخل المباني، مثل طرابلس (traboules) في ليون، أو عندما تكون عبارة عن ممر للمشاة عبر أرصفة السكك الحديدية في بريطانيا. يتبع الأخير خط حق الطريق الذي كان موجودًا قبل بناء السكة الحديدية.
بسبب التضاريس، تعتبر الدرجات (السلالم) هي الشكل السائد للزقاق في المدن والبلدات الجبلية. وهذا يشمل بيتسبرغ (انظر درجات بيتسبرغ )، وسينسيناتي (انظر درجات سينسيناتي )، وسياتل،  وسان فرانسيسكو  في الولايات المتحدة، وكذلك هونغ كونغ، وروما.

## مسارات المسافات الطويلة
تم دمج ممرات المشاة (وغيرها من حق الطريق)، وإنشاء مسارات جديدة، لإنتاج طرق المشي لمسافات طويلة في عدد من البلدان. قد تكون هذه المناطق ريفية بطبيعتها، مثل Essex Way، في جنوب إنجلترا، والتي تعبر الأراضي الزراعية، أو المناطق الحضرية كما هو الحال مع الطرق المختلفة في لندن أو إنجلترا أو على طول الخط الساحلي مثل مسار الساحل الجنوبي الغربي في غرب إنجلترا أو في الجبال العالية، مثل مسار باسيفيك كريست في الولايات المتحدة، والذي يصل إلى 13,153 قدم (4,009 م)  عند ممر فورستر في سييرا نيفادا .

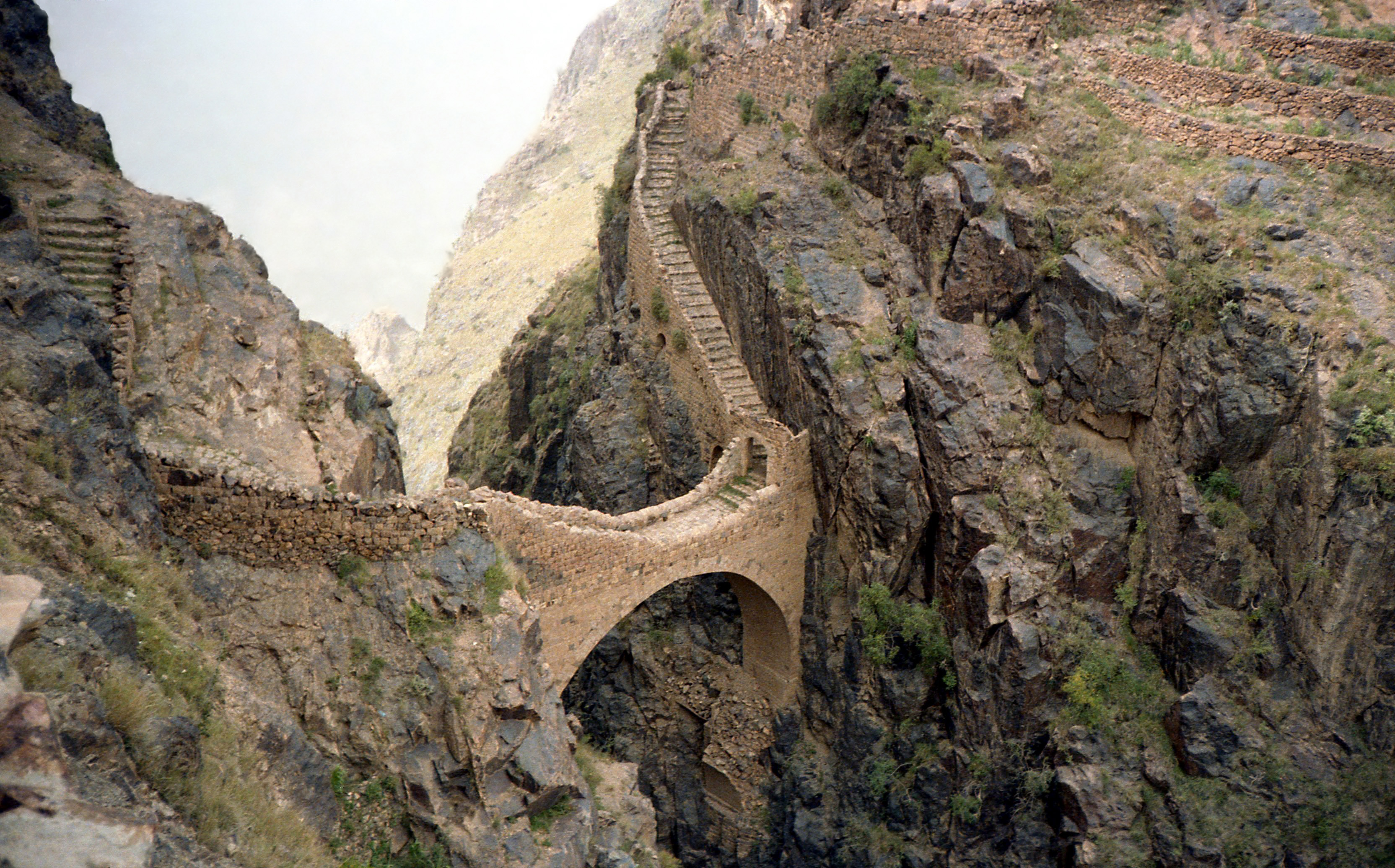
جسر للمشاة في منطقة شهرياه، اليمن

## أعمال صيانة
تتطلب العديد من ممرات المشاة بعض الصيانة. تحتوي معظم المسارات الريفية على سطح ترابي أو عشبي به سلالم، أو بوابات، بما في ذلك بوابات التقبيل. وهناك عدد قليل منهم مصنوع من درجات الحجارة، المعابر النهرية، أو الجسور. قد يتم بناء ممرات المشاة الحضرية من حجارة البناء أو الطوب أو الخرسانة أو الأسفلت أو الحجر المقطوع أو الممر الخشبي . وتستخدم أيضا الصخور المكسرة والجرانيت المتحلل ورقائق الخشب. يمكن أن تختلف مواد البناء على طول ممر المشاة ويمكن أن تبدأ بسطح صلب مبني جيدًا في منطقة حضرية، وينتهي بسطح ناعم أو غير مكلف في الريف. توجد السلالم أو الدرجات في بعض الأحيان في الأزقة الحضرية أو في مسارات الجرف إلى الشواطئ.

## مسائل
تشمل القضايا الرئيسية في المناطق الحضرية الصيانة والنفايات والجريمة والإضاءة بعد حلول الظلام. في الريف، هناك قضايا تتعلق بالنزاعات بين المشاة والماشية، وتؤدي في بعض الأحيان إلى إصابة أشخاص أو حتى قتلهم. غالبًا ما تساهم الكلاب في مثل هذه النزاعات - انظر في إنجلترا وويلز قانون الكلاب (حماية الثروة الحيوانية) لعام 1953 . كما يصعب الحفاظ على ممرات المشاة في المناطق النائية ويمكن إعاقة الطريق على طول طريق البلد عن طريق الحرث والمحاصيل والغطاء النباتي المتنامي والحواجز غير القانونية (بما في ذلك الأسلاك الشائكة ) والسلالم التالفة وما إلى ذلك.

### مواجهة مع ملاك الأراضي في المملكة المتحدة
كانت هناك مشاكل عديدة على مر السنين في إنجلترا وويلز مع ملاك الأراضي.
ومن الأمثلة البارزة على ذلك رجل الأعمال المليونير نيكولاس فان هوجستراتن الذي كان يظهر الكراهية منذ فترة طويلة للمتسكعين، واصفا إياهم بأنهم «حثالة الأرض». في عام 1999، أقام هوجستراتن سياجًا كبيرًا عبر ممر للمشاة في منزله الريفي في شرق ساسكس. قام المتسللون المحليون باحتجاج على إقامة السياج خارج حدود ملكية فان هوجشتاتن. في 10 فبراير 2003، وبعد معركة استمرت 13 عامًا وإجراءات قانونية عديدة، أُعيد فتح المسار أخيرًا.

#### جزيرة آيل أوف مان
صراع آخر تضمن جيريمي كلاركسون، مقدم برامج تلفزيونية ومضيف توب جير الذي يعيش في جزيرة آيل أوف مان . شعر بالإحباط بسبب عدم وجود خصوصية في منزله عندما انحرف المتسكعون عن مسار لالتقاط صور لمسكنه. تقع ممتلكات كلاركسون على حدود شريط أرضي يبلغ طوله 250 مترًا وليس له وضع نهائي كحق عام للطريق ولكن يستخدمه المشاة بغض النظر عن ذلك. يهدف كلاركسون إلى إغلاق الوصول إلى هذا الشريط الصغير من أرضه، مما يُجبر المتسللين على تحويل مسار صغير للتمسك بالحق الرسمي العام في الطريق وبالتالي حماية حقه المطالب بالخصوصية على ممتلكاته الخاصة. في مايو 2010 وافق وزير النقل السابق، هون. ديفيد أندرسون على استنتاجات تحقيق عام مفاده أن جميع المسارات المطالب بها في التحقيق، باستثناء خمسة من الطرق، كحقوق عامة تم تخصيصها كحقوق عامة ويجب إضافتها إلى الخريطة النهائية.

## روابط خارجية
- خريطة ممر المشاة - خريطة ممرات المشاة في المملكة المتحدة